# Sanctuaire Jésus-le-Sauveur de Popoyuapa
Le sanctuaire Jésus-le-Sauveur de Popoyuapa (en espagnol : Santuario de Jesús del Rescate) est une église située au lieudit Popoyuapa à Rivas au Nicaragua, et à laquelle l’Église catholique donne le statut de sanctuaire national. Il est rattaché au diocèse de Granada.

## Historique
Une tradition de pèlerinage en calèches existe depuis plus de 300 ans pour vénérer une statue. Un premier ermitage Saint-Sébastien accueille la statue jusqu’en 1844, lorsqu’il est détruit par un tremblement de terre. Elle est alors déplacée à l’église Saint-François.
Le sanctuaire est édifié entre 1973 et 1983 par le prêtre Edgardo Santamaría. La Conférence épiscopale du Nicaragua lui donne le statut de sanctuaire national le 29 janvier 2013. Le pèlerinage est annulé en 2020 en raison de la Covid-19, mais reprend en 2021.